# 小葉桃花心木
小葉桃花心木（学名：Swietenia mahagoni），又名西印度群島桃花心木，是原產於美國佛羅里達州、巴哈馬群島、古巴、牙買加及伊斯帕尼奧拉島的一種桃花心木。

## 特徵
大型的常綠喬木，高達30-35米；树皮淡红色，鳞片状剥落；偶数羽状复叶，長12-25厘米，有4-8对革质卵形或卵状披针形的小葉，每塊小葉長5-6厘米及闊2-3厘米，沒有頂端小葉；春夏开白色花，圆锥花序生于叶腋，花細小，有花柄；卵形大蒴果，有木質的殼，5瓣裂，長5-10厘米及闊3-6厘米，內含大量有翅的種子。

## 種植及使用
小葉桃花心木是真正的桃花心木。由於過度砍伐，其供應已受到影響及變得稀少。現時的桃花心木多是來自其他生長較快但木質較差的物種。
小葉桃花心木可以作為亞熱帶及熱帶的觀賞植物。

## 保育狀況
其被列為《瀕危野生動植物種國際貿易公約》（CITES）附錄二的物種，被限制出口及貿易。

## 外部連結
- Swietenia mahagoni